# Tỉnh Đài Loan (tỉnh của Trung Hoa Dân Quốc)
| Tỉnh Đài Loan 臺灣省 |                                                               |
| Tỉnh Đài Loan (màu đỏ) và các thành phố trực thuộc trung ương (màu trắng) trên đảo Đài Loan (Trung Hoa Dân Quốc). cùng Quần đảo Điếu Ngư Đài/Senkaku ở phía đông bắc đảo Đài Loan cũng được quản lý bởi Trung Hoa Dân Quốc |                                                               |
| Thủ phủ | thôn Trung Hưng (中興新村), thành phố Nam Đầu, huyện Nam Đầu. |
| Ngôn ngữ chính thức | Quan Thoại                                                    |
| Diện tích | 26,328.9960 km² (thứ 1)                                       |
| Dân số (Feb 2006) - Mật độ dân số | 9,265,538 (thứ 1) 0.0028/km²                                  |
| Thành phần dân tộc | Hán - 97.5% Khác - 2.5%                                       |
| Đơn vị hành chính | 16                                                            |
| Đơn vị tiền tệ | Tân Đài tệ (NT$)                                              |
| Mã đơn vị tiền tệ | TWD                                                           |

Đài Loan (giản thể: 台湾省; phồn thể: 臺灣省 hoặc 台灣省; bính âm: Táiwān Shěng) là một trong hai tỉnh của Trung Hoa Dân Quốc. Tỉnh chiếm xấp xỉ 73% diện tích được kiểm soát bởi Đài Loan. Tỉnh bao gồm phần lớn đảo Đài Loan cũng như tất cả các đảo nhỏ xung quanh, lớn nhất trong đó là quần đảo Bành Hồ. Tỉnh Đài Loan không bao gồm hai huyện Kim Môn và Liên Giang; hai huyện trên thuộc tỉnh tỉnh Phúc Kiến của Trung Hoa Dân Quốc. Tỉnh cũng không bao gồm các Thành phố trực thuộc trung ương là Đài Bắc, Cao Hùng, Đài Trung, Đài Nam và Tân Bắc, mặc dù tất cả các thành phố trên đều nằm trên đảo Đài Loan.
Cộng hòa Nhân dân Trung Hoa tuyên bố toàn bộ đảo Đài Loan và các hòn đảo nhỏ quanh nó - bao gồm cả quần đảo Bành Hồ - là một phần của tỉnh Đài Loan thuộc nước này. Trung Quốc tuyên bố rằng họ là chính quyền hợp pháp duy nhất tại khu vực Trung Quốc sau khi thành lập vào năm 1949, và do đó Đài Loan là một phần của Trung Quốc. Trung Quốc không thừa nhận bất kỳ thay đổi hành chính của tỉnh Đài Loan được Đài Loan thực hiện sau năm 1949. Như vậy, việc Đài Bắc, Cao Hùng, Đài Trung, Đài Nam, Tân Bắc tách khỏi tỉnh và trở thành phố trực thuộc trung ương không được sự công nhận của Trung Quốc và các thành phố vẫn được thể hiện như là một phần của tỉnh Đài Loan trong các ấn phẩm do Trung Quốc phát hành. Ngoài ra, Trung Quốc vẫn coi Đài Bắc là thủ phủ của tỉnh Đài Loan thay vì thôn Trung Hưng (thủ phủ của tỉnh Đài Loan theo quan điểm của Đài Loan). Điều này tương tự như việc Đài Loan in ấn các bản đồ thể hiện địa giới hành chính các tỉnh của Trung Quốc đại lục như trước biến cố 1949.

## Chính phủ
Từ sau năm 1998, theo kết quả của một thỏa thuận giữa Quốc dân Đảng và Đảng Dân Tiến, chính quyền được quản lý bởi một Hội đồng Tỉnh gồm chín thành viên, đứng đầu là tỉnh trưởng. Tất cả các thành viên trong hội đồng được sự chỉ định bởi Tổng thống Trung Hoa Dân Quốc. Các hoạt động chính của chính quyền tỉnh - chẳng hạn như quản lý đường cao tốc tỉnh và Ngân hàng Đài Loan - đã được chuyển giao cho Viện hành chính.

## Hành chính
Tỉnh Đài Loan gồm có 11 huyện (縣, xiàn) và 3 thành phố trực thuộc tỉnh (市, shì):
| Bản đồ                                                                                               | Số                                         | Tên                                        | Chữ Hán                                    | Bính âm Hán ngữ                            | Tiếng Anh                                  | Tiếng Đài Loan                             | Tiếng Khách Gia                            | Thủ phủ                                    |
| --- | ------------------------------------------ | ------------------------------------------ | ------------------------------------------ | ------------------------------------------ | ------------------------------------------ | ------------------------------------------ | ------------------------------------------ | ------------------------------------------ |
| = Thành phố trực thuộc trung ương (直轄市) = Thành phố trực thuộc tỉnh (省轄市 hoặc 市) = Huyện (縣) | Thành phố trực thuộc tỉnh (省轄市 hoặc 市) | Thành phố trực thuộc tỉnh (省轄市 hoặc 市) | Thành phố trực thuộc tỉnh (省轄市 hoặc 市) | Thành phố trực thuộc tỉnh (省轄市 hoặc 市) | Thành phố trực thuộc tỉnh (省轄市 hoặc 市) | Thành phố trực thuộc tỉnh (省轄市 hoặc 市) | Thành phố trực thuộc tỉnh (省轄市 hoặc 市) | Thành phố trực thuộc tỉnh (省轄市 hoặc 市) |
| = Thành phố trực thuộc trung ương (直轄市) = Thành phố trực thuộc tỉnh (省轄市 hoặc 市) = Huyện (縣) | 1                                          | Thành phố Cơ Long                          | 基隆市                                     | Jīlóng                                     | Keelung City                               | Ke-lâng                                    | Kî-lùng                                    |                                            |
| = Thành phố trực thuộc trung ương (直轄市) = Thành phố trực thuộc tỉnh (省轄市 hoặc 市) = Huyện (縣) | 2                                          | Thành phố Gia Nghĩa                        | 嘉義市                                     | Jiāyì                                      | Chiayi City                                | Ka-gī                                      | Kâ-ngi                                     |                                            |
| = Thành phố trực thuộc trung ương (直轄市) = Thành phố trực thuộc tỉnh (省轄市 hoặc 市) = Huyện (縣) | 3                                          | Thành phố Tân Trúc                         | 新竹市                                     | Xīnzhú                                     | Hsinchu City                               | Sin-tek                                    | Sîn-tsuk                                   |                                            |
| = Thành phố trực thuộc trung ương (直轄市) = Thành phố trực thuộc tỉnh (省轄市 hoặc 市) = Huyện (縣) | Huyện (縣)                                 |                                            |                                            |                                            |                                            |                                            |                                            |                                            |
| = Thành phố trực thuộc trung ương (直轄市) = Thành phố trực thuộc tỉnh (省轄市 hoặc 市) = Huyện (縣) | 4                                          | Huyện Bành Hồ                              | 澎湖縣                                     | Pénghú                                     | Penghu County                              | Phêⁿ-ô͘                                     | Phàng-fù                                   | Mã Công (馬公)                             |
| = Thành phố trực thuộc trung ương (直轄市) = Thành phố trực thuộc tỉnh (省轄市 hoặc 市) = Huyện (縣) | 5                                          | Huyện Bình Đông                            | 屏東縣                                     | Píngdōng                                   | Pingtung County                            | Pîn-tong                                   | Phìn-tûng                                  | Bình Đông (屏東)                           |
| = Thành phố trực thuộc trung ương (直轄市) = Thành phố trực thuộc tỉnh (省轄市 hoặc 市) = Huyện (縣) | 6                                          | Huyện Chương Hóa                           | 彰化縣                                     | Zhānghuà                                   | Changhua County                            | Chiong-hoà                                 | Chông-fa                                   | Chương Hóa (彰化)                          |
| = Thành phố trực thuộc trung ương (直轄市) = Thành phố trực thuộc tỉnh (省轄市 hoặc 市) = Huyện (縣) | 7                                          | Huyện Đài Đông                             | 臺東縣，台東縣                             | Táidōng                                    | Taitung County                             | Tâi-tang                                   | Thòi-tûng                                  | Đài Đông (臺東)                            |
| = Thành phố trực thuộc trung ương (直轄市) = Thành phố trực thuộc tỉnh (省轄市 hoặc 市) = Huyện (縣) | 8                                          | Huyện Gia Nghĩa                            | 嘉義縣                                     | Jiāyì                                      | Chiayi County                              | Ka-gī                                      | Kâ-ngi                                     | Thái Bảo (太保)                            |
| = Thành phố trực thuộc trung ương (直轄市) = Thành phố trực thuộc tỉnh (省轄市 hoặc 市) = Huyện (縣) | 9                                          | Huyện Hoa Liên                             | 花蓮縣                                     | Huālián                                    | Hualien County                             | Hoa-liân                                   | Fâ-lièn                                    | Hoa Liên (花蓮)                            |
| = Thành phố trực thuộc trung ương (直轄市) = Thành phố trực thuộc tỉnh (省轄市 hoặc 市) = Huyện (縣) | 10                                         | Huyện Miêu Lật                             | 苗栗縣                                     | Miáolì                                     | Miaoli County                              | Biâu-le̍k                                   | Mèu-li̍t                                    | Miêu Lật (苗栗)                            |
| = Thành phố trực thuộc trung ương (直轄市) = Thành phố trực thuộc tỉnh (省轄市 hoặc 市) = Huyện (縣) | 11                                         | Huyện Nam Đầu                              | 南投縣                                     | Nántóu                                     | Nantou County                              | Lâm-tâu                                    | Nàm-thèu                                   | Nam Đầu (南投)                             |
| = Thành phố trực thuộc trung ương (直轄市) = Thành phố trực thuộc tỉnh (省轄市 hoặc 市) = Huyện (縣) | 12                                         | Huyện Nghi Lan                             | 宜蘭縣                                     | Yílán                                      | Yilan County                               | Gî-lân                                     | Ngì-làn                                    | Nghi Lan (宜蘭)                            |
| = Thành phố trực thuộc trung ương (直轄市) = Thành phố trực thuộc tỉnh (省轄市 hoặc 市) = Huyện (縣) | 13                                         | Huyện Tân Trúc                             | 新竹縣                                     | Xīnzhú                                     | Hsinchu County                             | Sin-tek                                    | Sîn-tsuk                                   | Trúc Bắc (竹北)                            |
| = Thành phố trực thuộc trung ương (直轄市) = Thành phố trực thuộc tỉnh (省轄市 hoặc 市) = Huyện (縣) | 14                                         | Huyện Vân Lâm                              | 雲林縣                                     | Yúnlín                                     | Yunlin County                              | Hûn-lîm                                    | Yùn-lìm                                    | Đấu Lục (斗六)                             |

Lưu ý: Các thành phố Cao Hùng, Tân Bắc, Đài Trung, Đài Nam và Đài Bắc được chính phủ trung ương quản lý và không phải là một phần của tỉnh Đài Loan. Cộng Hoà Nhân dân Trung Hoa không công nhận Cao Hùng, Tân Bắc, Đài Trung, Đài Nam và Đài Bắc là thành phố trực thuộc trung ương và coi chúng chỉ là các thành phố thuộc tỉnh Đài Loan mà nước này tuyên bố chủ quyền.

### Lịch sử hành chính
(Từ 1945)
- 25/12/1945:
  - 8 Huyện: Đài Bắc, Tân Trúc, Đài Trung, Đài Nam, Hoa Liên, Đài Đông và Bành Hồ
  - 9 thành phố trực thuộc tỉnh: Đài Bắc, Cơ Long, Tân Trúc, Đài Trung, Chương Hoá, Gia Nghĩa, Đài Nam, Cao Hùng và Bình Đông.
  - 2 thành phố trực thuộc thuộc huyện: Hoa Liên và Nghi Lan.
- 16/8/1950:
  - 16 Huyện: Tất cả các huyện hiện nay.
  - 8 Thành phố trực thuộc tỉnh: Hạ cấp Gia Nghĩa thành thành phố trực thuộc huyện.
- 1/12/1951: 5 thành phố trực thuộc tỉnh: Hạ cấp Tân Trúc, Chương Hoá và Bình Đông thành thành phố trực thuộc huyện.
- 1/7/1967: Đài Bắc trở thành thành phố trực thuộc trung ương đầu tiên trên đảo.
- 11/11/1967: Tất cả huyện lỵ trở thành thành phố trực thuộc huyện.
- 1/7/1979: Cao Hùng trở thành thành phố trực thuộc trung ương thứ hai.
- 1/7/1982: Thêm 2 thành phố trực thuộc tỉnh: Tân Trúc và Gia Nghĩa (thông qua ngày 23/4/1981)
- 25/12/2010: Huyện Đài Bắc (đổi tên là thành phố Tân Bắc) được nâng lên thành phố trực thuộc trung ương cùng với thành phố Đài Trung (sáp nhập thành phố Đài Trung cũ và huyện Đài Trung) và thành phố Đài Nam (sáp nhập thành phố Đài Nam cũ và huyện Đài Nam); còn huyện Cao Hùng được sáp nhập với thành phố Cao Hùng.

## Kết nghĩa
- , Ohio, Hợp chúng quốc Hoa Kỳ (1985)[1]
- , Florida, Hợp chúng quốc Hoa Kỳ (1992)[2]